# Gaúcha do Norte
Gaúcha do Norte là một đô thị thuộc bang Mato Grosso, Brasil. Đô thị này có diện tích 16898,569 km², dân số năm 2007 là 5780 người, mật độ 0,34 người/km².